# Ambasciatori bavaresi presso la Confederazione Germanica
L'ambasciatore bavarese presso la Confederazione Germanica era il primo rappresentante diplomatico della Baviera presso la Confederazione Germanica.
Le relazioni diplomatiche iniziarono ufficialmente nel 1816 e perdurarono sino all'esistenza della confederazione nel 1866. L'ambasciatore bavarese presso la Confederazione Germanica aveva competenze di rappresentanza anche in Assia-Darmstadt, Assia-Kassel e nel ducato di Nassau.

## Regno di Baviera
- 1816–1817: Aloys von Rechberg und Rothenlöwen (1766–1849)
- 1817–1822: Adam von Aretin (1769–1822)
- 1822–1826: Christian Hubert von Pfeffel (1765–1834)
- 1826–1833: Maximilian Emanuel von Lerchenfeld (1778–1843)
- 1833–1842: Arnold von Mieg (1778–1842)
- 1842–1843: Maximilian Emanuel von Lerchenfeld-Aham (1778–1843)
- 1843–1847: Karl August von Oberkamp (1788–1850)
- 1847–1848: Carl von Gasser (1783–1855)
- 1848-1849: Rappresentanza bavarese presso l'Autorità Centrale Provvisoria
  - 1848–1849: Karl von Closen (1786–1856)
  - 1848–1849: Joseph von Xylander (1794–1854)
- 1850–1851: Joseph von Xylander (1794–1854)
- 1851–1859: Karl von Schrenck (1806–1884)
- 1859–1864: Ludwig von der Pfordten (1811–1880)
- 1864–1866: Karl von Schrenck (1806–1884)

1866: Chiusura dell'ambasciata